# Keratella procurva
Keratella procurva är en hjuldjursart som först beskrevs av Thorpe 1891.  Keratella procurva ingår i släktet Keratella och familjen Brachionidae.

## Underarter
Arten delas in i följande underarter:
- K. p. haterumensis
- K. p. procurva
- K. p. robusta